# Woodbury (Kentucky)
Woodbury és una població dels Estats Units a l'estat de Kentucky. Segons el cens del 2000 tenia 87 habitants.

## Demografia
Segons el cens del 2000, Woodbury tenia 87 habitants, 35 habitatges, i 26 famílies. La densitat de població era de 279,9 habitants/km².
Dels 35 habitatges en un 34,3% hi vivien nens de menys de 18 anys, en un 68,6% hi vivien parelles casades, en un 5,7% dones solteres, i en un 25,7% no eren unitats familiars. En el 25,7% dels habitatges hi vivien persones soles el 5,7% de les quals corresponia a persones de 65 anys o més que vivien soles. El nombre mitjà de persones vivint en cada habitatge era de 2,49 i el nombre mitjà de persones que vivien en cada família era de 3.
Per edats la població es repartia de la següent manera: un 21,8% tenia menys de 18 anys, un 8% entre 18 i 24, un 37,9% entre 25 i 44, un 26,4% de 45 a 60 i un 5,7% 65 anys o més.
L'edat mediana era de 41 anys. Per cada 100 dones de 18 o més anys hi havia 94,3 homes.
La renda mediana per habitatge era de 38.750 $ i la renda mediana per família de 45.000 $. Els homes tenien una renda mediana de 38.333 $ mentre que les dones 17.500 $. La renda per capita de la població era de 15.564 $. Entorn del 7,1% de les famílies i l'11,1% de la població estaven per davall del llindar de pobresa.

## Poblacions més properes
El següent diagrama mostra les poblacions més properes.